# Mil Mi-17
Mil Mi-17 (kódové označení NATO „Hip“, v Rusku označovaný jako Mi-8M) je vývozní verze sovětského víceúčelového dvoumotorového vrtulníku Mil Mi-8 klasického uspořádání s pětilistým nosným a třílistým vyrovnávacím rotorem. Jedná se o jeden z nejrozšířenějších vrtulníků na celém světě. První prototyp pokusného stroje V-8 ještě s jedním motorem AI-24V a čtyřlistým rotorem (Hip-A) vzlétl 9. června 1961, prototyp konečné dvoumotorové verze (Hip-B) pak 17. září 1962. Vrtulník dostal roku 1964 větší rotorovou hlavu a jeho sériová výroba byla zahájena koncem roku 1965. Stroj je neustále modernizován, vyrábí se dodnes a sloužil nebo slouží zhruba v 50 státech celého světa (včetně České republiky) pro vojenské i civilní účely.
Pohon zabezpečují motory TV3-117MT o výkonu 2 x 1 435 kW. Třílistý vyrovnávací rotor je na rozdíl od Mil Mi-8 na levé straně ocasního nosníku, vstupní otvory motorů mají odlučovače pro separaci pevných částic ze vzduchu. Stroj je vybaven navigačními a spojovacími prostředky, které umožňují provoz za všech povětrnostních podmínek ve dne i v noci. Dále je vrtulník vybaven prostředky ochrany proti PLŘS s pasivním IR navedením.

## Varianty
- Mi-171 - exportní verze Mi-8AMT, vyráběná v Ulan-Ude.
- Mi-172 - civilní transportní verze.
- Mi-19 - létající velitelské stanoviště.

## Specifikace (Mil-17-1A2)

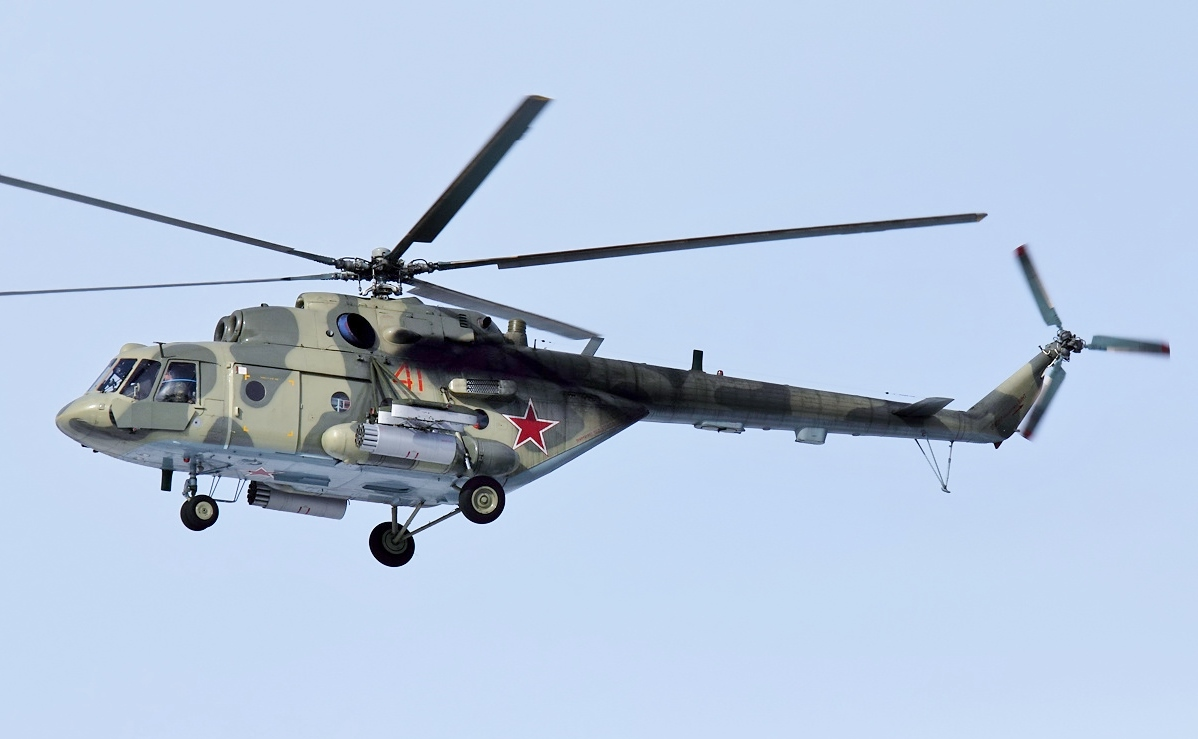
Mi-8MTV-5 ruského letectva

### Technické údaje
- Posádka: 3 (pilot, druhý pilot, letový inženýr)
- Užitečná zátěž: 24 vojáků nebo 12 nosítek nebo 4 000 kg nákladu uvnitř / 5 000 kg zvenku.
- Průměr nosného rotoru: 21,25 m
- Délka: 18,465 m
- Výška: 4,76 m
- Plocha rotoru: 356 m²
- Prázdná hmotnost: 7 489 kg
- Normální hmotnost: 11 100 kg
- Maximální vzletová hmotnost: 13 000 kg
- Pohonná jednotka: 2× turbohřídelový motor Klimov VK-2500PS-03, každý o výkonu 2 400 hp

### Výkony
- Maximální rychlost: 280 km/h
- Cestovní rychlost: 260 km/h
- Praktický dostup: 6 000 m
- Dolet: 800 km
- Přeletový dolet: 960 km

### Výzbroj
- Do 1 500 kg (3,300 lb) na šesti závěsných bodech, včetně neřízených raket, pum, nebo kanonových kontejnerů.
- Zbraně palubních střelců ve dveřích (např. PKM)